# Castillo de Santa Inés
El castillo de Santa Inés es un castillo y zona arqueológica que se encuentra entre las localidades zaragozanas de Remolinos y Torres de Berrellén, España, cerca del río Ebro, en la margen izquierda, y cerca del lugar llamado granja de Santa Inés.

## Historia
De construcción originalmente andalusí, pasó a manos del reino de Aragón durante las expediciones de Pedro I en 1101 y desempeñó un breve papel militar durante el asedio de Saraqusta por el ejército cruzado de Alfonso I el Batallador, en 1118. Tras la reconquista, en un principio fue de propiedad real y posteriormente pasó por diversos propietarios como los Luna, los Urrea o los Cerdán. A muy poca distancia al Oeste existió una población conocida como Pola o Pla, de la que es testimonio el actual caserío y una iglesia dedicada a Santa Inés, hoy también en ruinas. Ya en el siglo XVII la localidad de Pola consta como deshabitada.

## Descripción
Quedan restos de una torre de planta cuadrada muy deteriorada de la que arranca un corto lienzo de muralla muy gruesa, ambas obras construidas en tapial con relleno de piedras de aljez. El cierre del recinto es de muralla en cremallera, con sillares cuadrados en la base. En el lugar también se han encontrado restos de cerámica andalusí de la época.

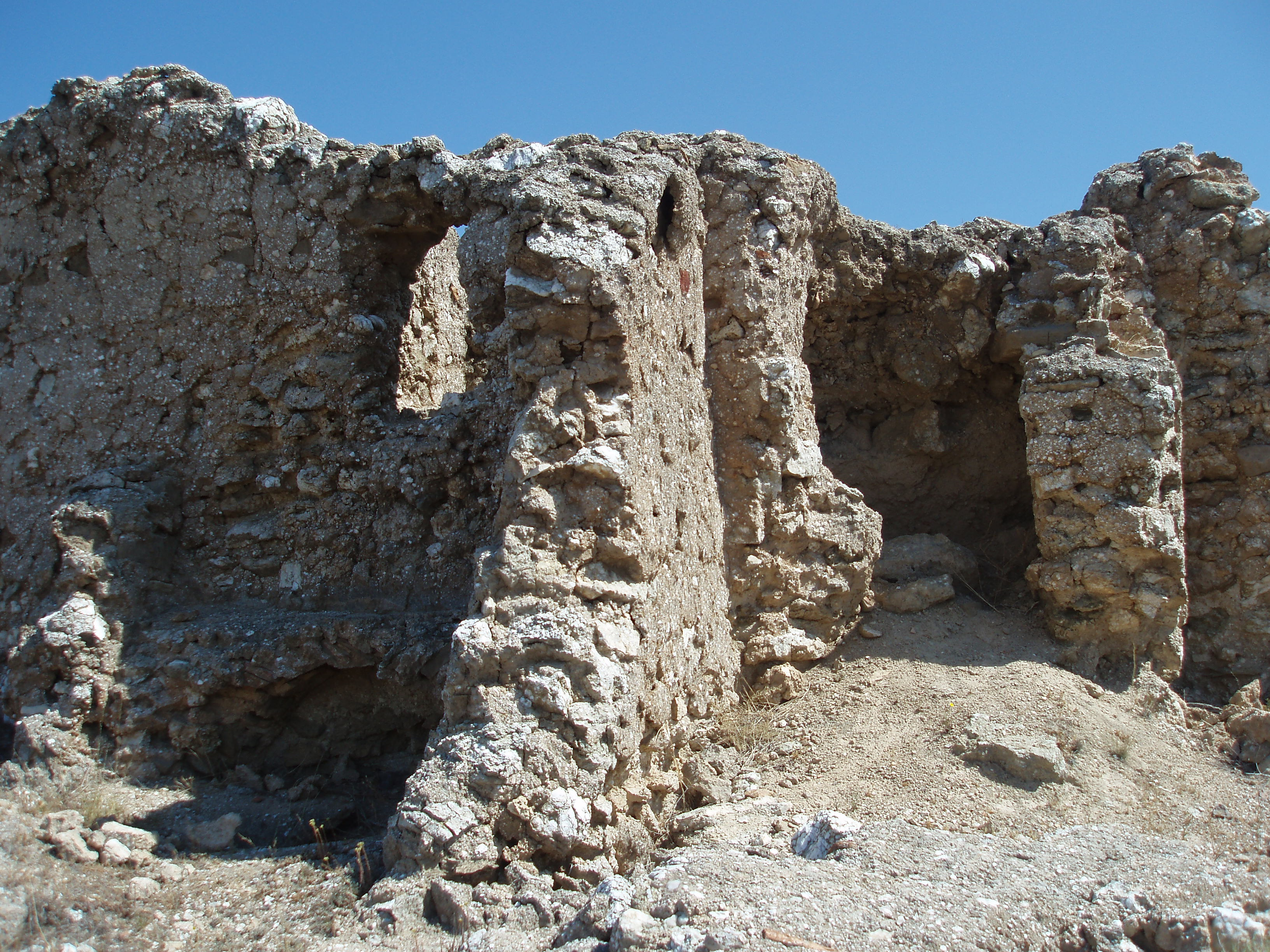
Restos del castillo
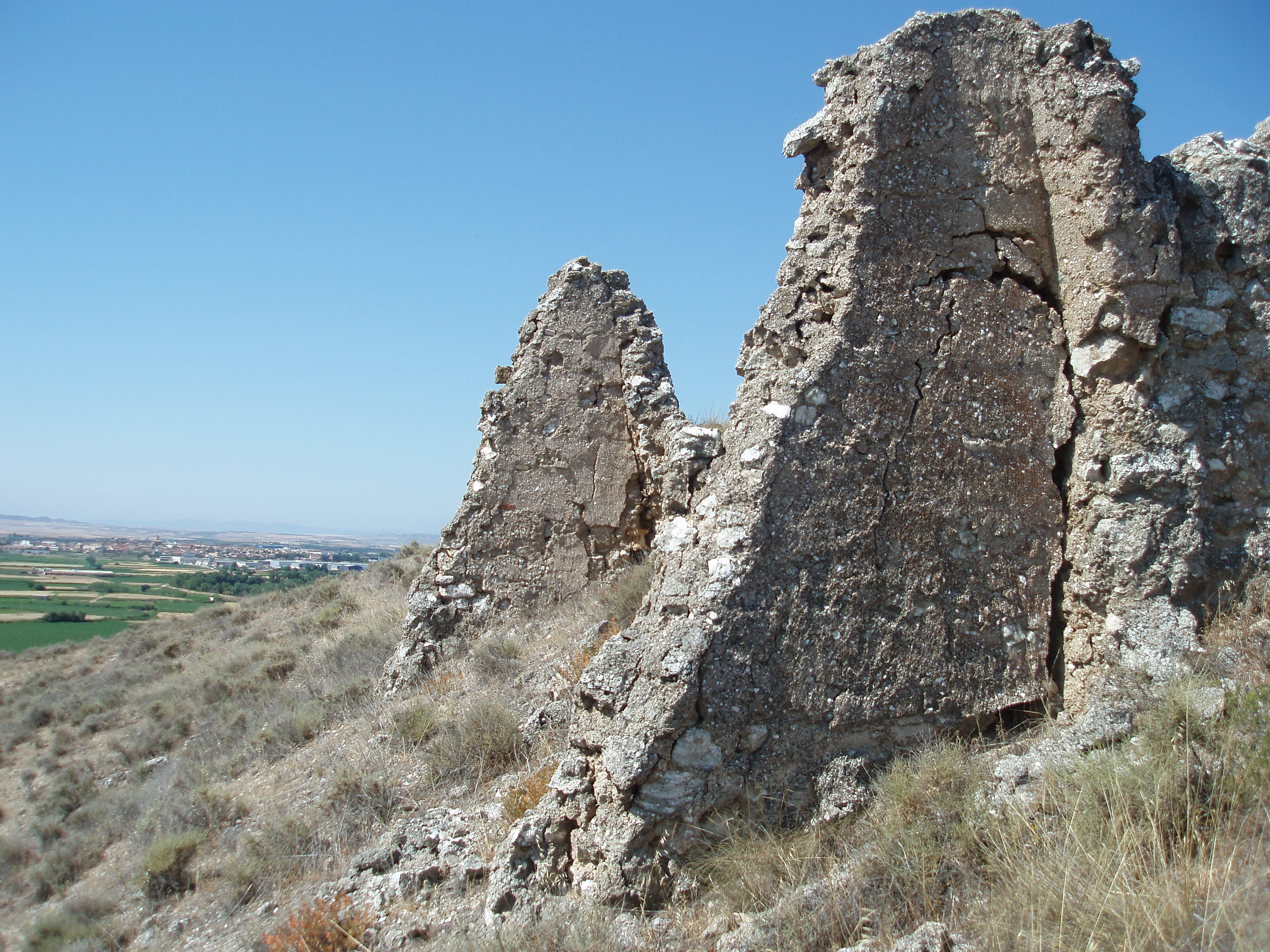
Contrafuertes de la muralla Este
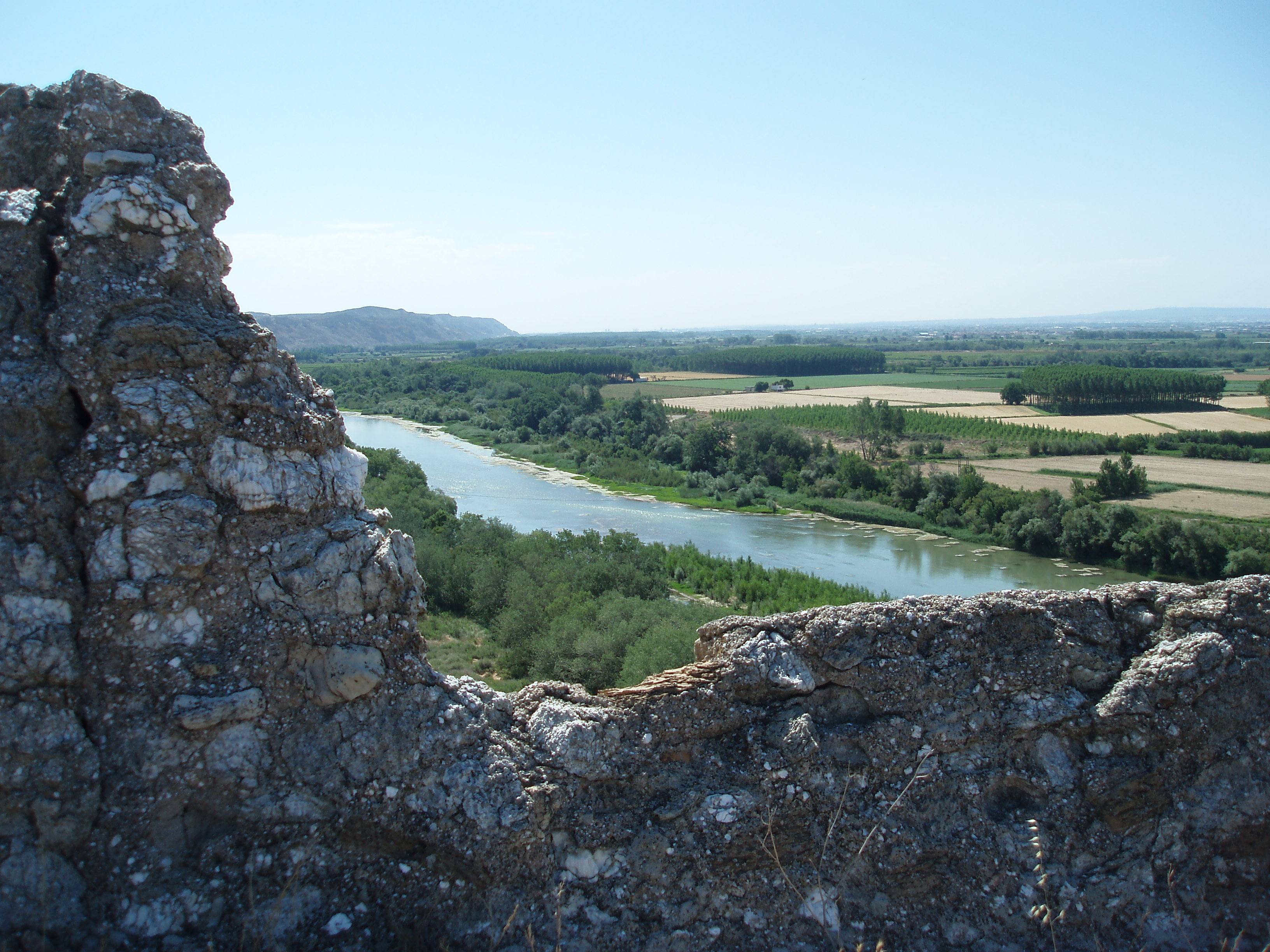
Vistas del Ebro y Zaragoza en la distancia desde el antiguo patio de armas